# Иссык (гостиница)
«Иссык» — бывшее здание гостиницы в городе Алматы на улице Богенбай батыра дом 140. Памятник архитектуры и градостроительства местного значения.
Здание было построено в 1937 году по проекту архитектора В. Крошина как «Дом делегатов». «Дом делегатов» размещался в здании до 1951 года. В 1952 году в здании открыли одну из первых коммунальных гостиниц города — «Алатау». С 1975 года гостиница именовалась «Иссык». В начале 1990-х здание гостиницы принадлежащей государству было приватизировано и продано в частную собственность. После продажи в здании устроен офис компании Zepter.

## Архитектура
Трёхэтажное здание выполнено в стиле сталинского ампира. Главный фасад с фланкирующими ризалитами вытянут вдоль улицы Богенбай батыра. Вход в здание устроен в расположенном по главной оси здания ризалите и оформлен в виде четырёхколонного портика. Первый этаж выделен в виде рустованного цоколя. Композиция фасада обогащена ритмическим чередованием окон и гладких поверхностей простенков, оживлённых круглой скульптурой.

## Характеристики
Гостиница располагала 52 номерами на 302 места. Имелась столовая, буфет, камера хранения, гардероб, парикмахерская, комната бытового обслуживания.

## Памятник архитектуры
В 1979 году здание гостиницы «Иссык» было взято под охрану государства получив статус Памятника истории и культуры местного значения (вид памятника «архитектуры и градостроительства») и вошло в Государственный список памятников истории и культуры местного значения города Алматы.
В феврале 2018 года аким города Байбек предложил исключить здание «Иссык» из памятников истории и культуры. Общественность и жители города возмутились данным предложением, так как в дальнейшем после лишения статуса памятника, здание было бы снесено, а территория застроена под бизнес-центры. 27 февраля 2018 года, после поднявшейся волны возмущения, акимат отозвал проект об исключении здания из памятников истории и культуры.

## Гостиница в культуре
В годы Великой Отечественной войны в здании гостиницы жила известная балерина Галина Уланова. В 1943 году в гостинице некоторое время жила режиссёр и театральный деятель Наталья Сац.